# Pepliphorus nemophilina
Pepliphorus nemophilina är en fjärilsart Pepliphorus nemophilina ingår i släktet Pepliphorus och familjen juvelvingar. Inga underarter finns listade i Catalogue of Life.